# 連邦政府抵当金庫

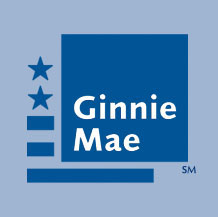
ジニーメイ・ロゴ

アメリカ連邦政府抵当金庫（アメリカれんぽうせいふていとうきんこ、英: Government National Mortgage Association, GNMA）は、アメリカの金融機関。ジニーメイ（Ginnie Mae 以下、本文中に用いる）の愛称が広く浸透している。

## 概要
1968年に住宅都市開発省の下で連邦住宅抵当公庫(ファニーメイ)から分離独立し、政府全額出資企業として設立された。市場から住宅ローン債権の購入は行わず連邦住宅局保険や退役軍人協会の保証が付いた証券について支払保証を行うことが主要な業務である。政府の保証がついた証券に対しての支払い保証のため、連邦住宅金融抵当公庫（フレディ・マック）や連邦住宅抵当公庫（ファニーメイ） よりも高い健全性を持つといわれている。